# Peder Lunde Jr.
Peder Lunde Jr. (Oslo, 9 febbraio 1942) è un ex velista norvegese.

## Palmarès

### Olimpiadi
- 2 medaglie:
  - 1 oro (Roma 1960 nella classe Flying Dutchman)
  - 1 argento (Città del Messico 1968 nella classe Star)